# Філін Віктор Федорович
Віктор Федорович Філін (нар. 1935) — радянський український футболіст та футбольний арбітр, нападник.

## Кар'єра гравця
Футбольну кар'єру розпочав 1955 року в смолянському «Шахтарі», який виступав у чемпіонаті Сталінської області. У 1957 році в складі «гірників» став переможцем обласного чемпіонату. Наступного року отримав запрошення від колективу Класу Б «Зірка» (Кіровоград). У команді провів 6 сезонів, за цей час у радянській першості зіграв 187 матчів (46 голів), 10 матчів (2 голи) зіграв у кубку СРСР. У 1964 році перейшов до іншого колективу Кіровоградської області — «Шахтаря» з Олександрії. У складі «гірників» провів два сезони. Кар'єру гравця завершив у 1965 році.

## Кар'єра арбітра
По завершенні кар'єри гравця розпочав суддівську кар'єру. Представляв Кіровоград у суддівсько-інспекторському корпусі. У 1969 році як боковий арбітр обслуговував матчі 3-ї підгрупи 2-ї групи класу «А».

## Досягнення

### Як гравця
«Шахтар» (Смолянка)
- Чемпіонат Сталінської області
  -  Чемпіон (1): 1957